# The Seagull – Eine unerhörte Liebe
The Seagull – Eine unerhörte Liebe (Originaltitel: The Seagull) ist ein Filmdrama von Michael Mayer, das am 21. April 2018 im Rahmen des Tribeca Film Festivals seine Premiere feierte. Tschechows Stück Die Möwe, auf dem das Drehbuch basiert, ist eine Tragikomödie über unerwiderte Liebe und über künstlerischen Ehrgeiz.

## Handlung
Eine alternde Schauspielerin Irina Arkadina besucht im Sommer ihren Bruder Pjotr Nikolayevich Sorin und den Sohn Konstantin auf deren Landsitz. Begleitet wird sie von ihrem Liebhaber, dem Schriftsteller Boris Trigorin.

## Produktion
Stephen Karams Drehbuch lehnt sich im Großen und Ganzen eng an das gleichnamige Stück von Anton Tschechow, viele Dialoge sind fast wörtlich übernommen.
Annette Bening spielt Irina Arkadina, Saoirse Ronan übernahm die Rolle von Nina und Billy Howle die Rolle von Konstantin. Ronan und Howle waren zuvor bereits gemeinsam im Film On Chesil Beach zu sehen.
Die Dreharbeiten fanden in Arrow Park Lake & Lodge, einem heute für Hochzeitsevents genutzten Anwesen in Monroe, NY statt. Der repräsentative Landsitz im italienischen Stil wurde 1909 in einem weitläufigen Parkgelände mit See erbaut. Fast alle Innen- und Außenaufnahmen fanden in diesem Ambiente statt. Der Film wurde im Sommer 2015 innerhalb von 21 Tagen abgedreht, Postproduktion und Veröffentlichung zogen sich jedoch aus unterschiedlichen Gründen: Michael Mayer fand wegen anderweitiger Verpflichtungen am Theater wenig Zeit für den Film, dazu kam, dass Film Stars Don’t Die in Liverpool mit Bening in der Hauptrolle inzwischen fertig gestellt worden war und die Premieren der beiden Filme  – beide bei Sony Pictures Classics im Verleih – nicht kollidieren sollten.
Die Kostüme stammen von der 1997 mit einem Oscar ausgezeichneten und für drei weitere Oscars nominierten Kostümbildnerin Ann Roth.
Der Film feierte am 21. April 2018 beim Tribeca Film Festival seine Premiere und kam am 11. Mai 2018 in die US-Kinos.

## Rezeption
Der Film konnte bislang 67 Prozent der Kritiker bei Rotten Tomatoes überzeugen.